# Caleb Walton West
Caleb Walton West (25. května 1844 – 25. ledna 1909) byl americký politik.

## Život
Narodil se v obci Cynthiana ve státě Kentucky. Studoval na akademii ve městě Millersburg a později sloužil v armádě, přičemž po velkou část své služby byl v zajetí. Roku 1886 se stal v pořadí třináctým guvernérem Teritoria Utah. Úřad opustil o tři roky později, kdy jej nahradil Arthur Lloyd Thomas. Roku 1893 se opět stal guvernérem a na pozici zůstal až do konce Utažského teritoria v roce 1896 (jako guvernér nově vzniklého státu Utah byl zvolen Heber Manning Wells). Později pracoval pro ministerstvo financí.